# Moda entre os anos de 1700–1750

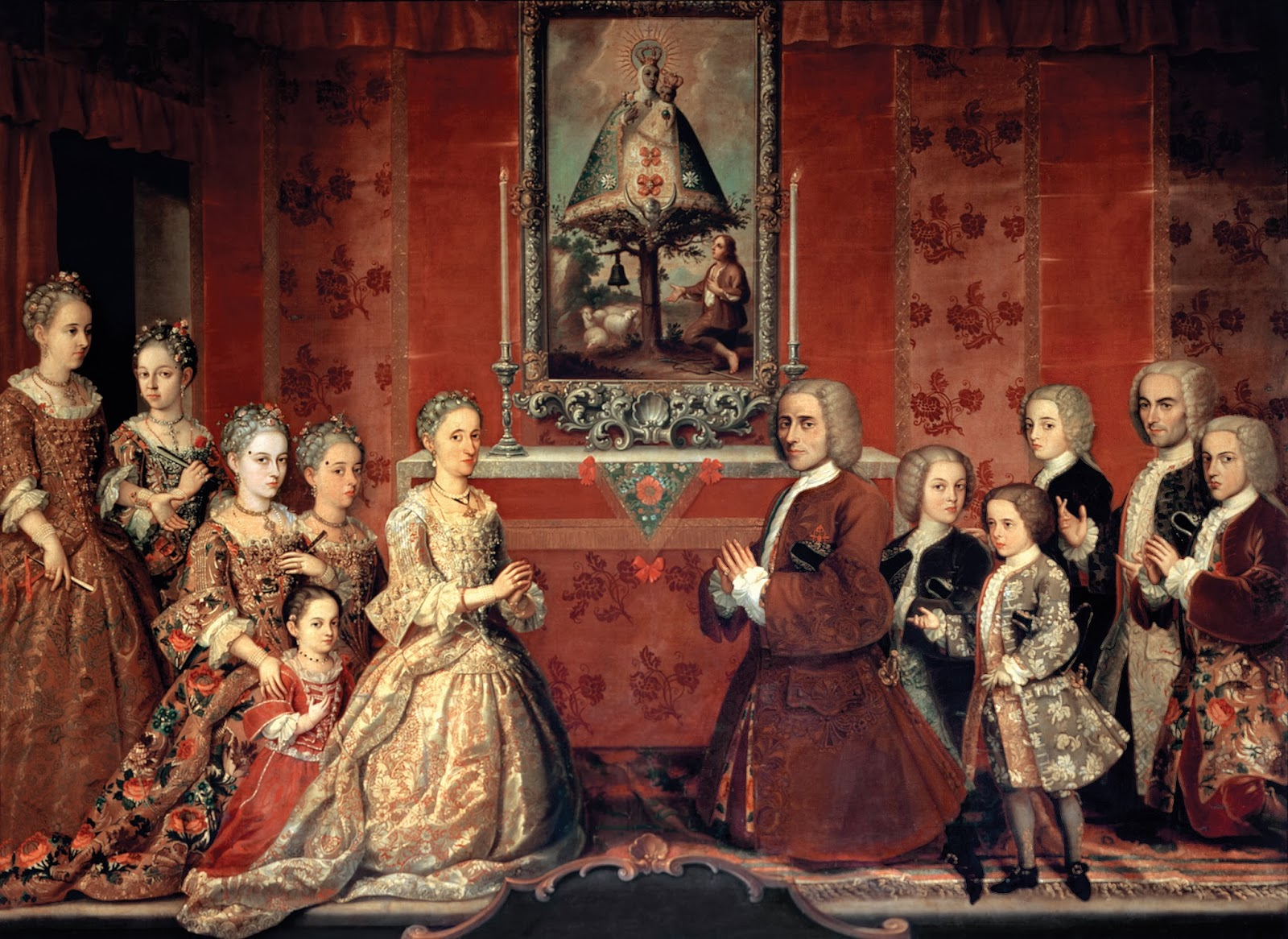
Retrato da família Fagoaga Arozqueta. Nova Espanha (México) c. 1730.

A moda ocidental no período de 1690 a 1740 nos países europeus e influenciados pela Europa é caracterizada por uma silhueta cada vez maior para homens e mulheres, seguindo a aparência alta e estreita das décadas de 1680 e de 1690. Esta época é definida como estilo barroco/rococó tardio. As novas tendências da moda introduzidas nessa época tiveram um impacto maior na sociedade, afetando não apenas a realeza e aristocratas, mas também as classes médias e até baixas. As roupas durante esse período podem ser caracterizadas por tons pastéis suaves, designs leves, arejados e assimétricos e estilos lúdicos. As perucas permaneceram essenciais para homens e mulheres de status, e muitas vezes eram brancas; cabelo natural também era pulverizado com pó branco para seguir o estilo da moda. O traje do século XVIII, embora carente do refinamento e graça dos tempos anteriores, era distintamente pitoresco. 
Neste período foi se acentuando a diferença entre o vestido de corte, usado nas cortes europeias para ocasiões formais, e as roupas usadas no dia-a-dia. À medida que as décadas avançavam, cada vez menos ocasiões exigiam vestidos de corte, que praticamente desapareceram no final do século.
Os estilistas de moda tornaram-se mais reconhecidos durante esse período, pois homens e mulheres estavam ansiosos para se vestir nas últimas tendências e estilos. As revistas de moda surgiram nessa época, originalmente destinadas a leitores instruídos, mas rapidamente capturando a atenção das classes mais baixas com suas ilustrações coloridas e notícias de moda atualizadas. 

## Moda Feminina

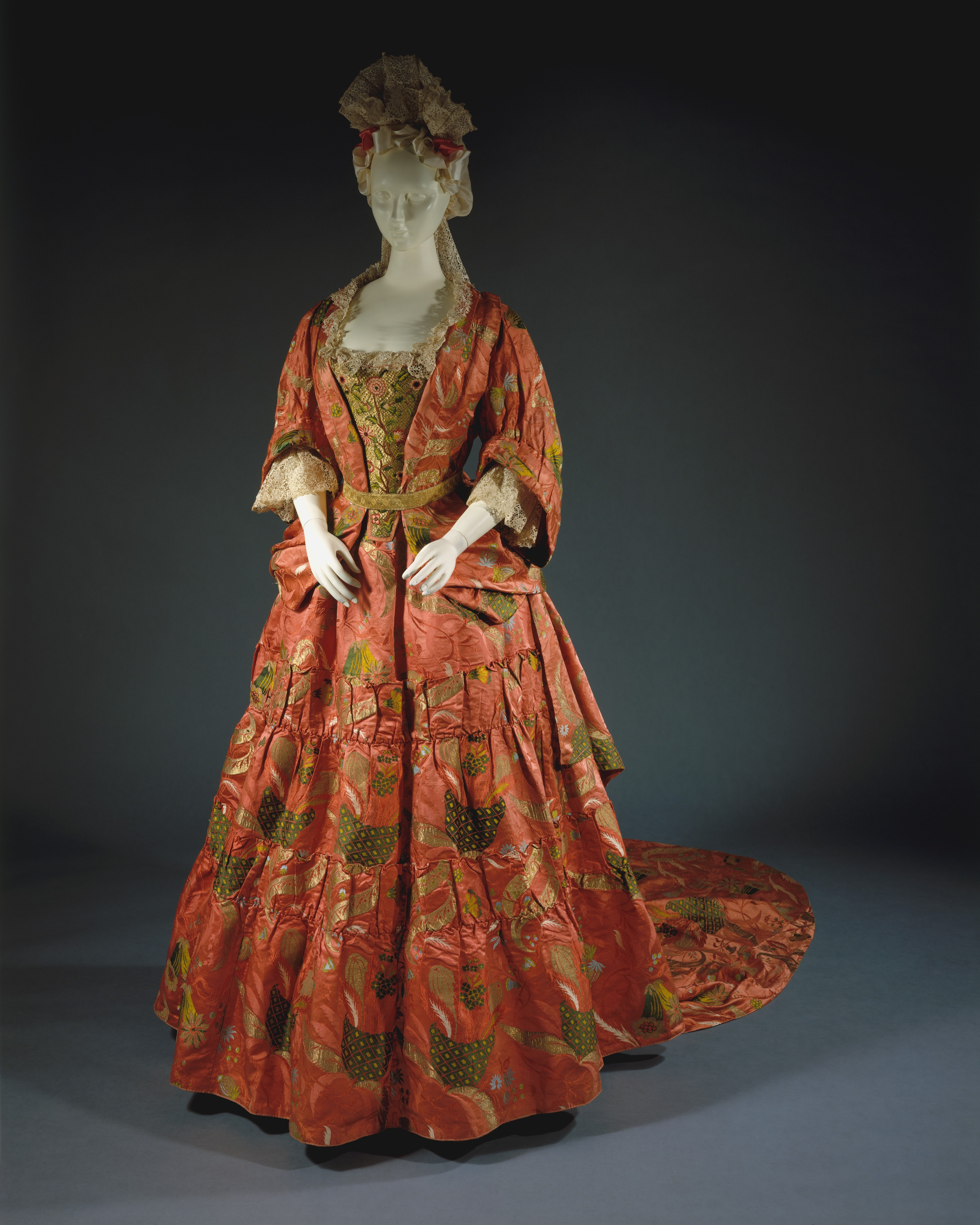
Vestido de Mântua, visto de frente. Ano de 1708.

Nas primeiras décadas do século XVIII, o vestido formal consistia na mântua de corpete rígido. Uma anágua fechada (ou "redonda") , às vezes usada com um avental, substituiu a saia mântua drapeada aberta do período anterior . Esse estilo formal deu lugar a modas mais descontraídas.

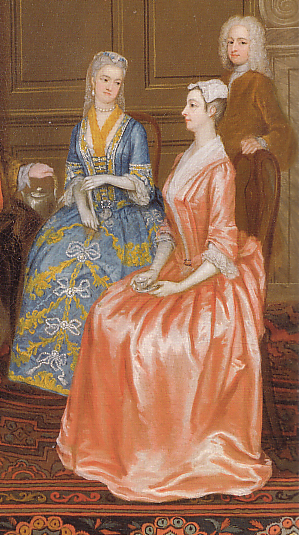
Senhoras inglesas usando vestidos de mântua, com os espartilhos típicos da época que davam uma postura bastante ereta. 1730

O robe à la française ou vestido de saco tinha um corpete justo com um decote quadrado decotado, geralmente com grandes laços de fita na frente, cestos largos e era ricamente enfeitado com todos os tipos de rendas, fitas e flores. Com pregas fluindo dos ombros. Na sua forma mais informal, este vestido não era ajustado na frente e nas costas e era chamado de sacque . Com um estilo mais descontraído veio uma mudança de tecidos pesados, como cetim e veludo, para algodão indiano, sedas e damascos. Além disso, esses vestidos eram frequentemente feitos em tons pastel mais claros que davam uma aparência quente, graciosa e infantil.  Mais tarde, para uso formal, a frente foi ajustada ao corpo por meio de um corpete bem amarrado, enquanto a parte de trás caiu em pregas soltas chamadas "pregas Watteau" de sua aparência nas pinturas de Antoine Watteau .

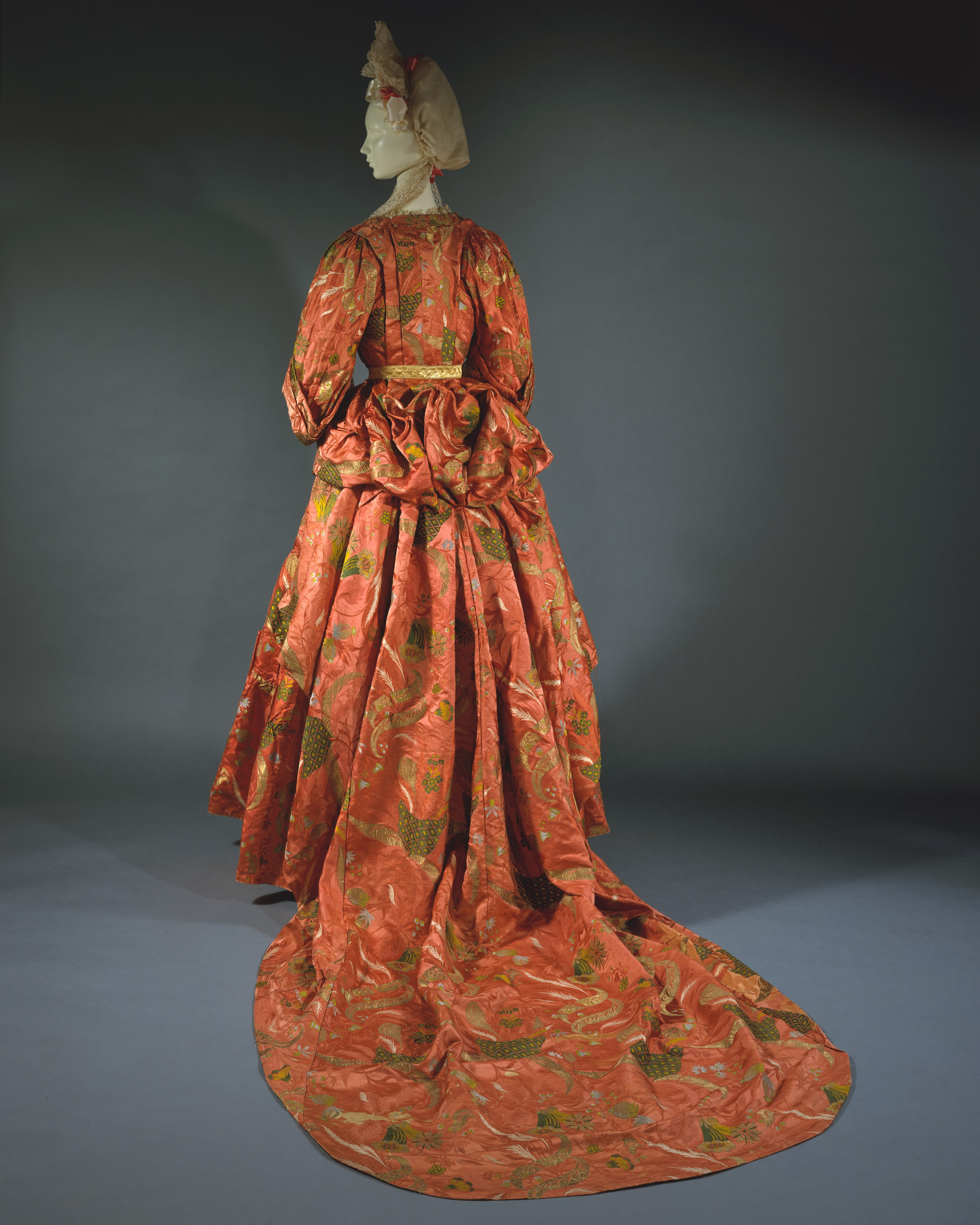
Vestido de Mântua, visto de costas. Ano de 1708

O robe menos formal à l'anglaise, vestido de corpo fechado também tinha as costas plissadas, mas as pregas eram costuradas para ajustar o corpete ao corpo até à cintura. Apresentava um corpete justo com uma saia rodada usada sem alforjes, geralmente cortada um pouco mais nas costas para formar uma pequena cauda, e muitas vezes algum tipo de lenço de renda era usado ao redor do decote.
Qualquer um dos vestidos poderia ser fechado na frente ("vestido redondo") ou aberto para mostrar a saia que se usava por baixo do vestido, que poderia ser da mesma cor ou de uma cor diferente para dar contraste. Os corpetes abertos podiam ser preenchidos com uma estomaqueira decorativa e um lenço de renda ou linho poderia ser usado para cobrir parte do decote.
As mangas do vestido eram em forma de sino, e ficavam presas na altura do cotovelo para mostrar as mangas da camisa (chemise) que se usava por de baixo, que eram enfeitadas com babados ou rendas. Com o passar do tempo as mangas foram se tornando mais estreitas, e os babados usados na altura do cotovelo passaram a ser feitos separados da camisa e presos às mangas com cordões, essa moda duraria até à década de 1770. 
Os decotes dos vestidos tornaram-se mais abertos com o passar do tempo, permitindo maior exibição da ornamentação da região do pescoço. Uma faixa larga de renda era muitas vezes costurada no decote de um vestido com fitas, flores e/ou joias adornando a renda. Joias como colares de pérolas , fitas ou babados de renda eram amarrados no pescoço. Finalmente, outro grande elemento do vestuário feminino do século XVIII tornou-se a adição da gola com babados, uma peça separada do resto do vestido. Este ornamento foi popularizado por volta de 1730.

### Roupa intima
A roupa intima feminina, nessa época, era composta por camisola (chemise) e anágua que eram usadas por baixo do vestido, visto que nessa época as mulheres ainda não usavam calcinha. A anágua e a camisola ou camisa eram sempre feitas de tecido branco. Por cima da anágua se usava uma saia e por cima da saia vinha o vestido.
Saquinhos de pano chamados bolsos eram amarrados na cintura junto com a camisola e ficavam por dentro da saia (havia aberturas nas laterais das saias pelas quais a mulher podia acessar esses bolsos).
As meias iam até à altura dos joelhos e eram pressas por umas tiras chamadas jarreteiras. 

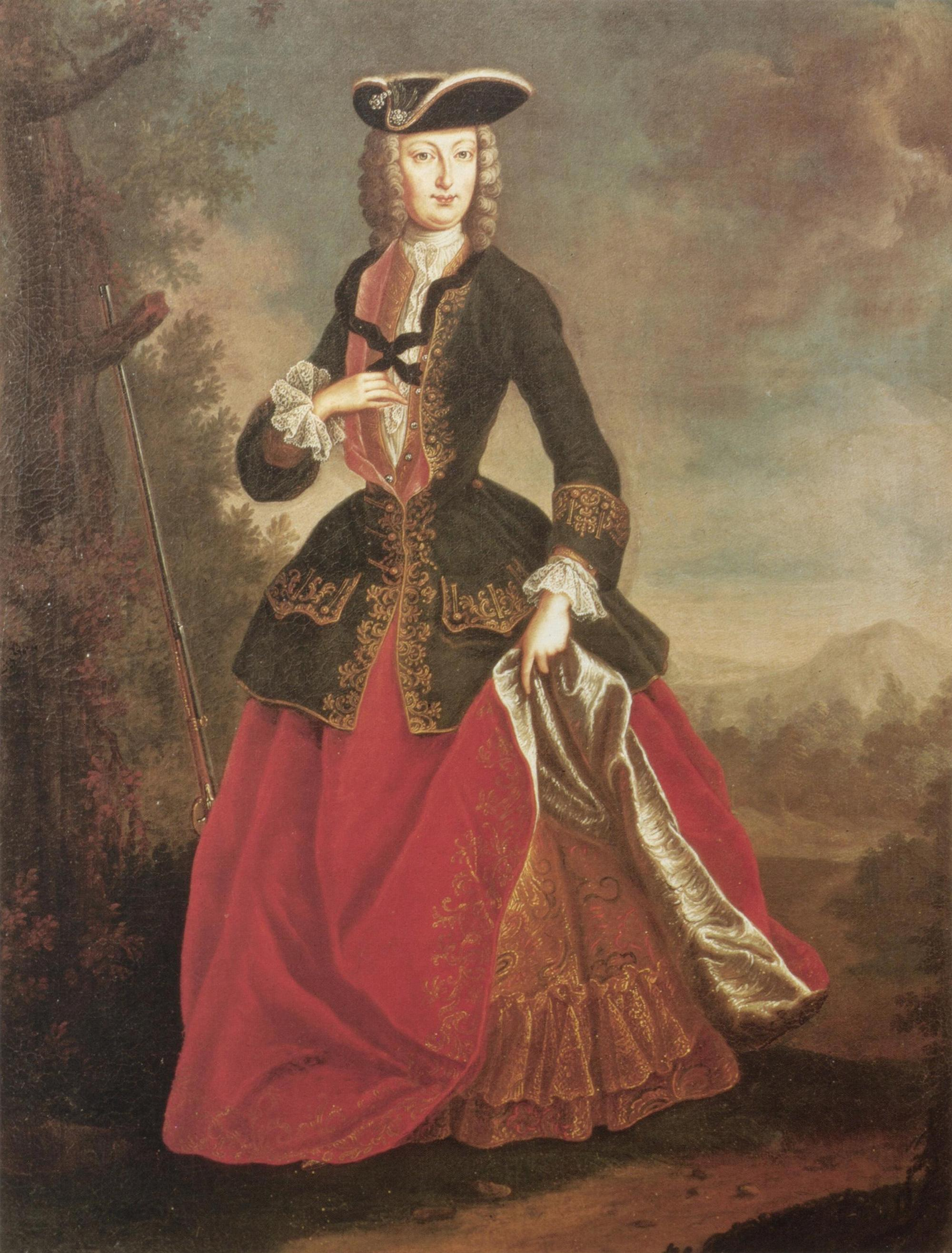
Retrato da imperatriz Isabel Cristina de Brunswick-Wolfenbüttel usando roupas de montaria. Cerca de 1725.

Os corpetes do início do século XVIII eram de cintura longa e cortadas com costas estreitas, frente larga e alças; os espartilhos mais elegantes puxavam os ombros para trás até as omoplatas quase se tocarem. A silhueta resultante, com ombros jogados para trás, postura muito ereta e busto alto e cheio, é característica deste período e de nenhum outro.

### Agasalhos
As roupas usadas para andar a cavalo consistiam em um casaco justo, na altura da coxa ou do joelho, semelhante aos usados pelos homens, geralmente com uma saia combinando. As senhoras usavam camisas de inspiração masculina e chapéus tricorne para cavalgar e caçar.
Ao ar livre, as senhoras também usavam capas na altura dos cotovelos, muitas vezes forradas com pele para se aquecer. 

### Calçados

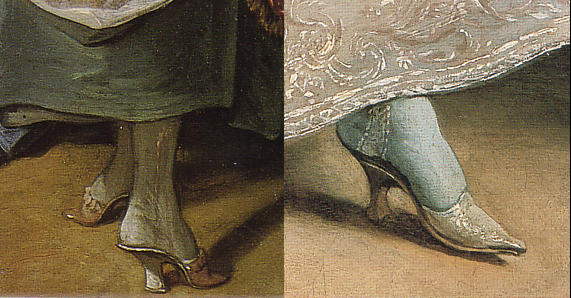
Sapatos de 1742 (esquerda) e 1731 (direita).

O sapato do período anterior com salto curvo, bico quadrado e amarração no peito do pé deu lugar na segunda década do século XVIII a um sapato com salto alto e curvo. Mulas sem encosto eram usadas dentro e fora de casa (mas não na rua). Os dedos dos pés agora eram pontudos. Este estilo de sapato permaneceria popular no próximo período. Os sapatos da época tinham muitas variações de decoração, alguns até incluíam fios envoltos em metal.

### Maquiagem
A maquiagem do século 18 começou com uma base branca pesada feita de chumbo branco, clara de ovo e uma variedade de outras substâncias. Isso foi coberto com pó branco (normalmente pó de arroz), rouge e cor de lábio vermelho escuro ou cereja.
Pequenos pedaços de tecido, conhecidos como remendos, em formato de pontos, corações, estrelas, etc. foram aplicados no rosto com adesivo. Acredita-se que a moda tenha se originado como uma maneira de disfarçar cicatrizes de varíola e outras manchas, mas gradualmente desenvolveu significados codificados. Uma mancha perto da boca significava flerte; um na face direita denotava casamento; um na bochecha esquerda anunciou noivado; um no canto do olho significava uma amante.

### Cabelos
Nos primeiros anos do século XVIII era comum as mulheres usarem um penteado com topete alto encaracolado, chamado fontange, que foi saindo de moda a partir de 1720. É a partir desse período que as mulheres de classe alta começaram a usar os famosos apliques de cabelo postiço embranquecidos com pó que teriam seu auge no período seguinte (ver perucas).

### Galeria

Galeria de Moda Feminina de 1700 a 1750
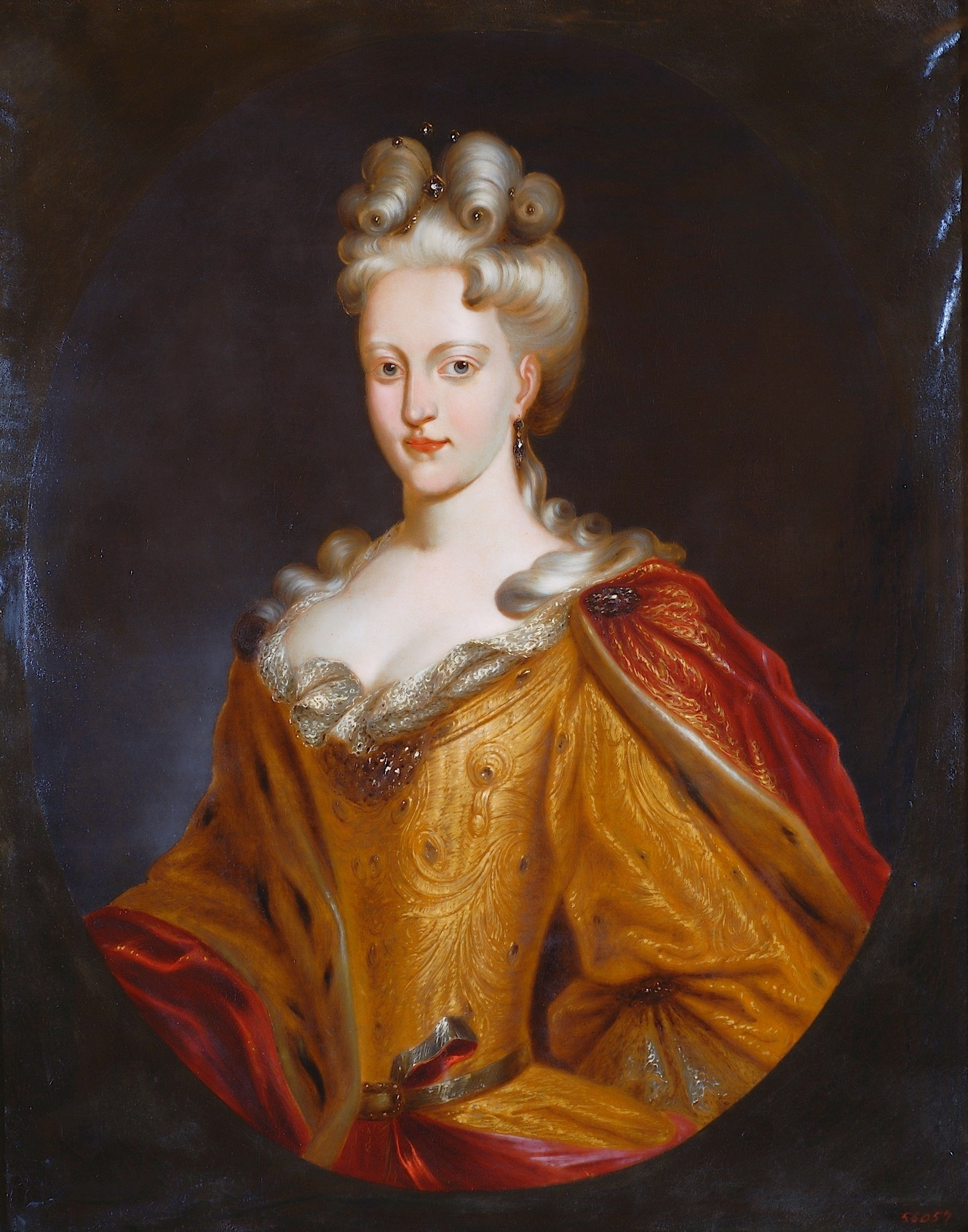
Imperatriz Isabel Cristina da Áustria. 1711.
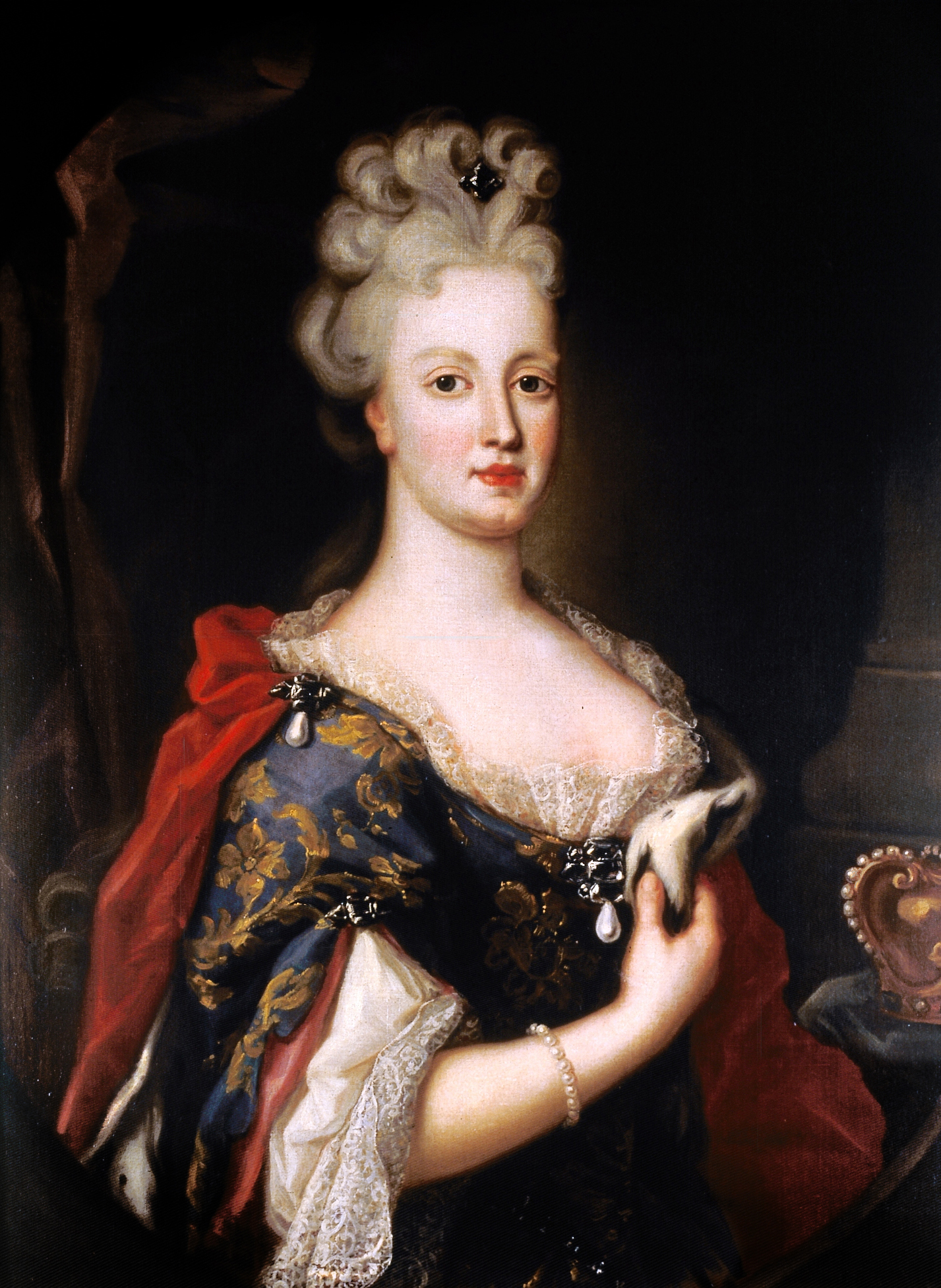
Rainha Maria Ana de Portugal, c. de 1720.
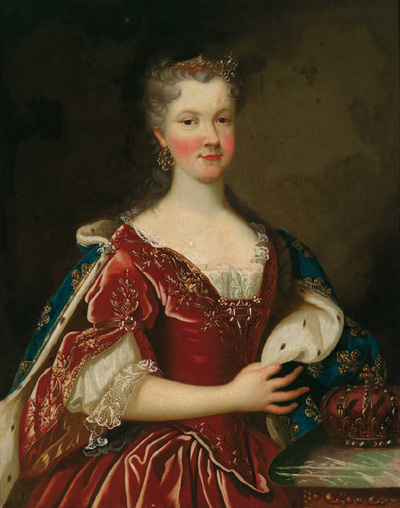
Maria Leszczynska. França, 1725
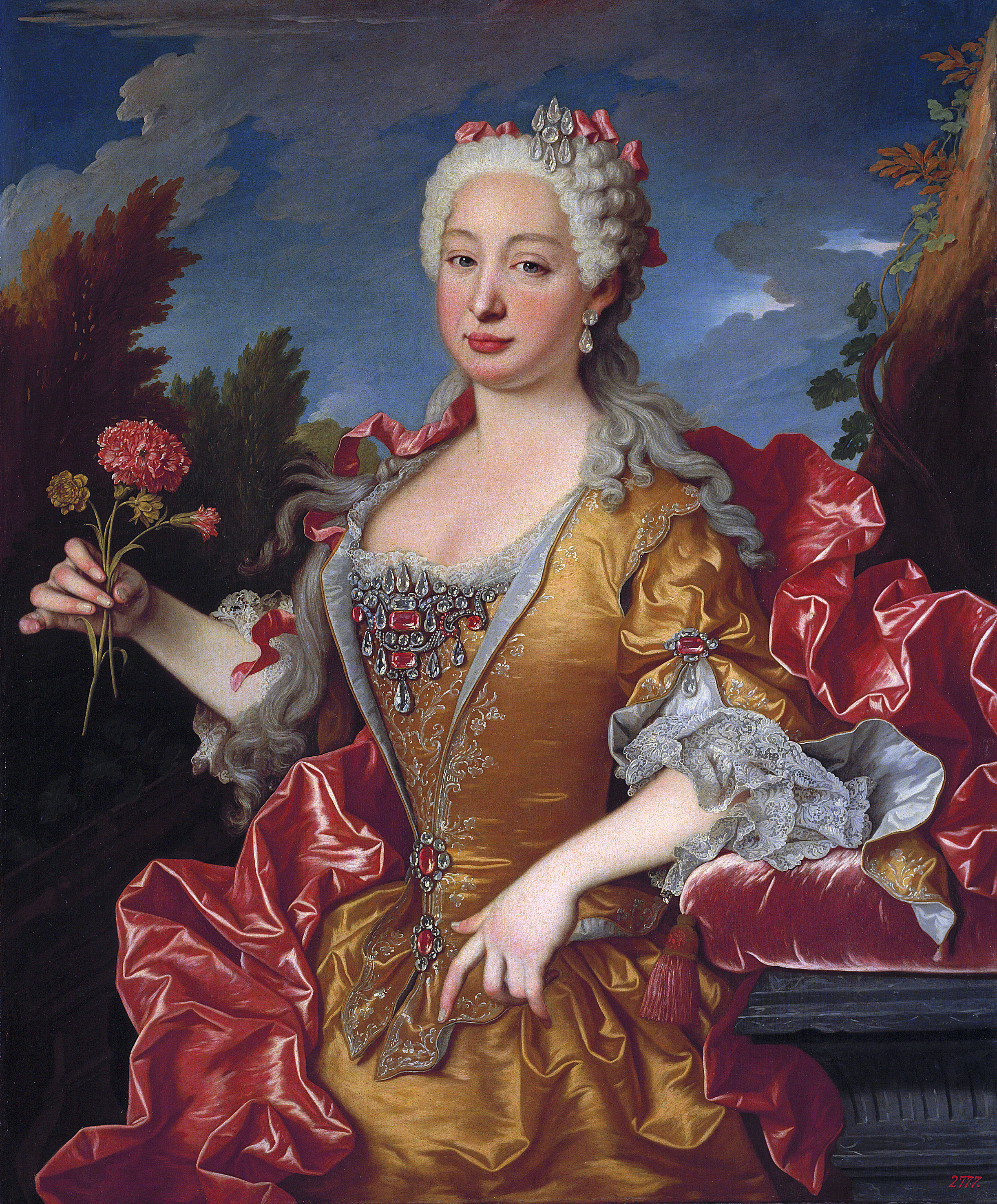
D. Maria Barbara de Bragança, rainha da Espanha. 1729
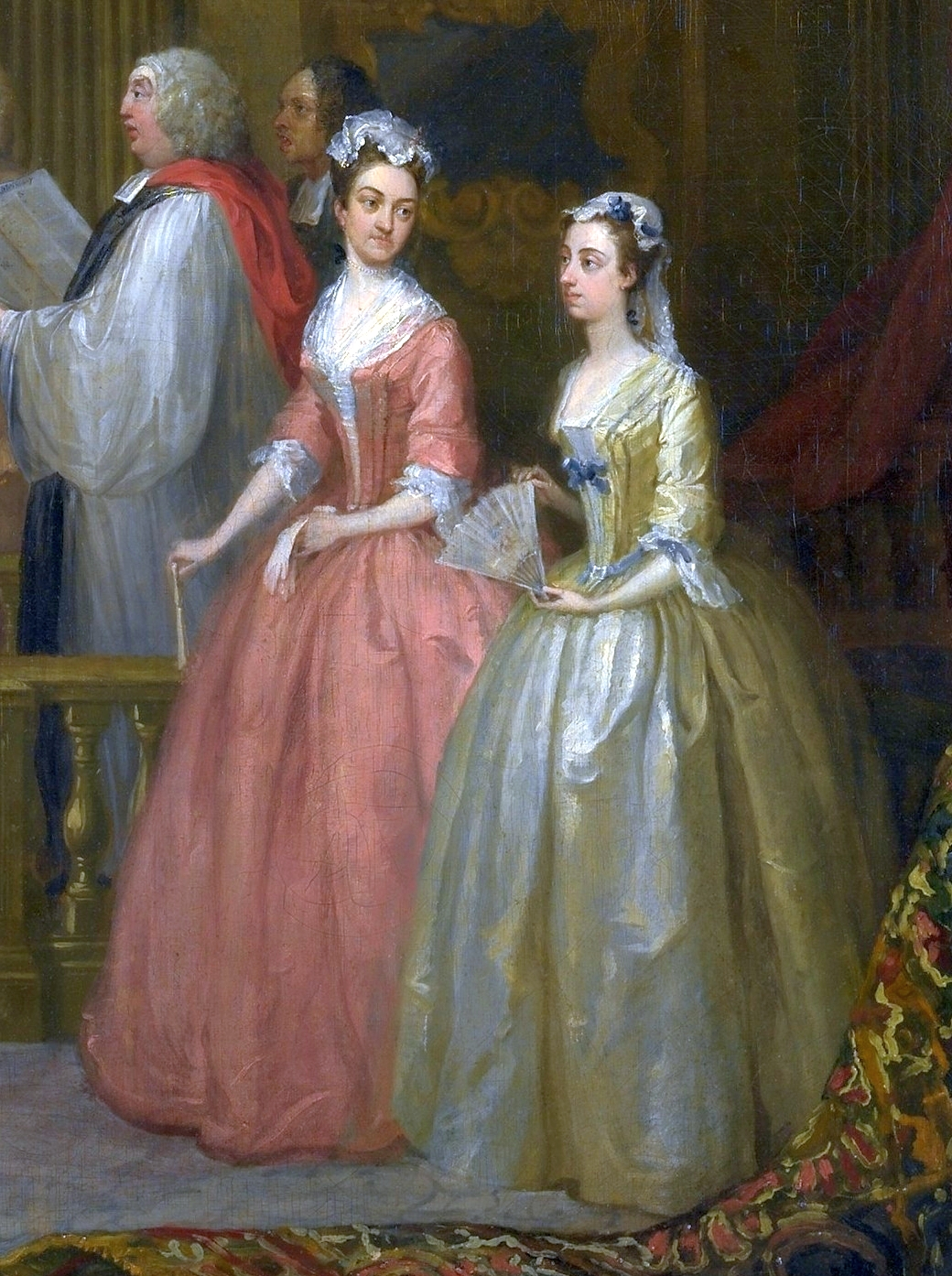
Damas de honra em um casamento usando mântuas. Inglaterra, 1729.
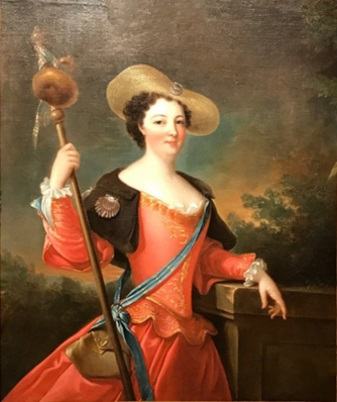
Retrato de Mademoiselle de Beaujolais como peregrina. França, c. 1730
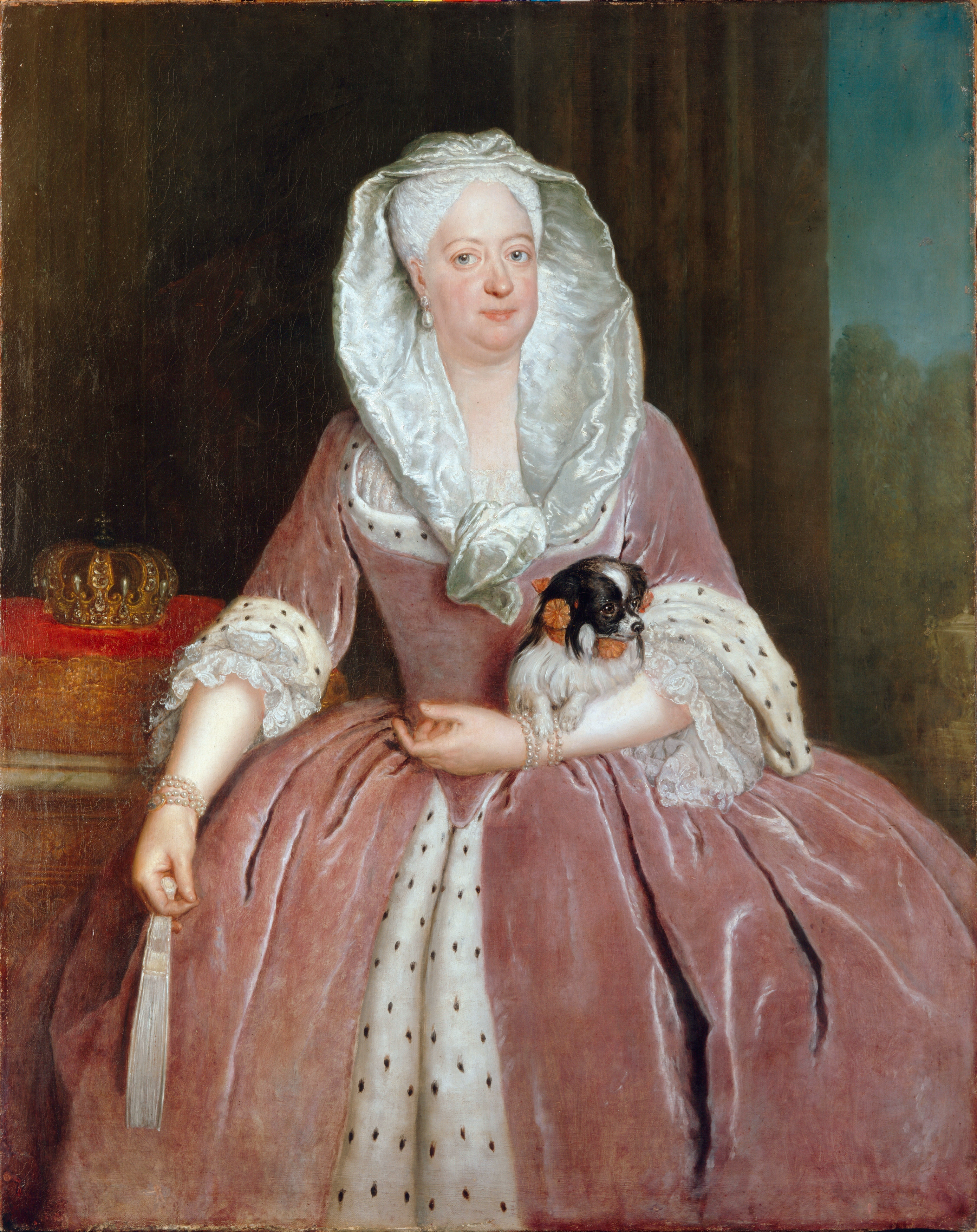
Rainha Sofia Dorotéia da Prussia. 1737.
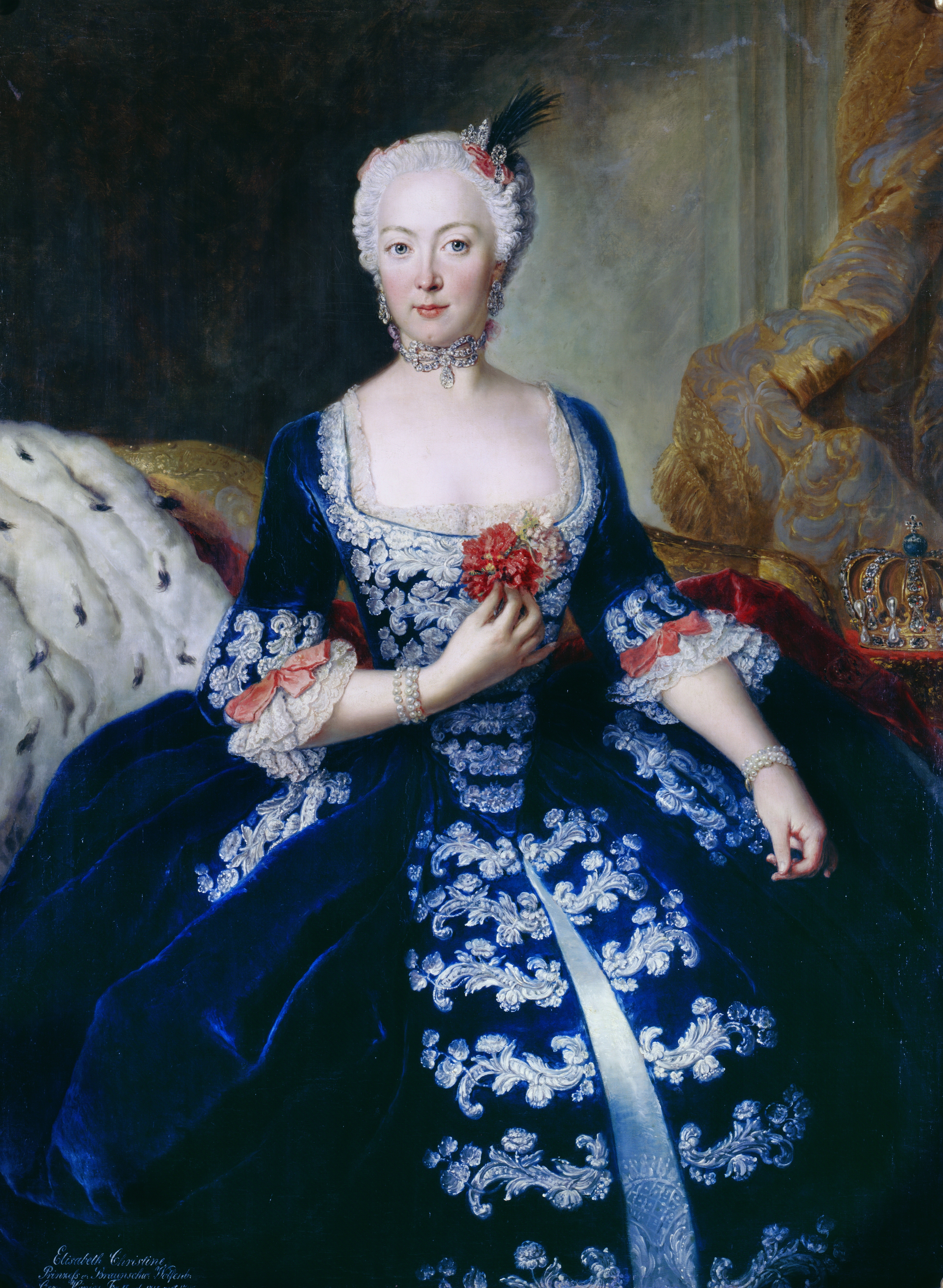
Rainha Isabel Cristina da Prússia, 1739.
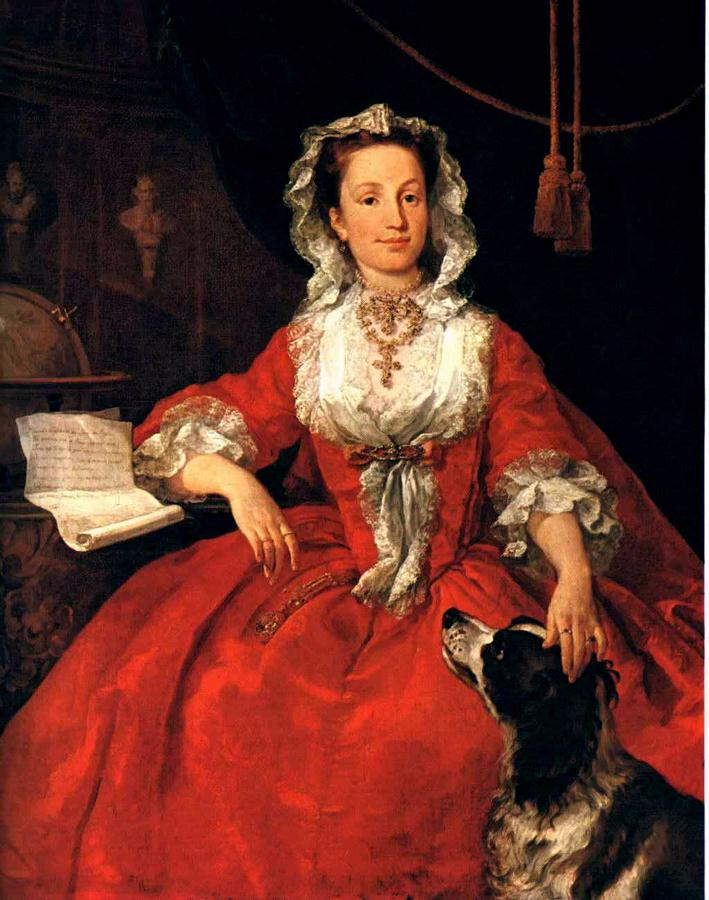
Retrato de Mary Edwards. 1742.
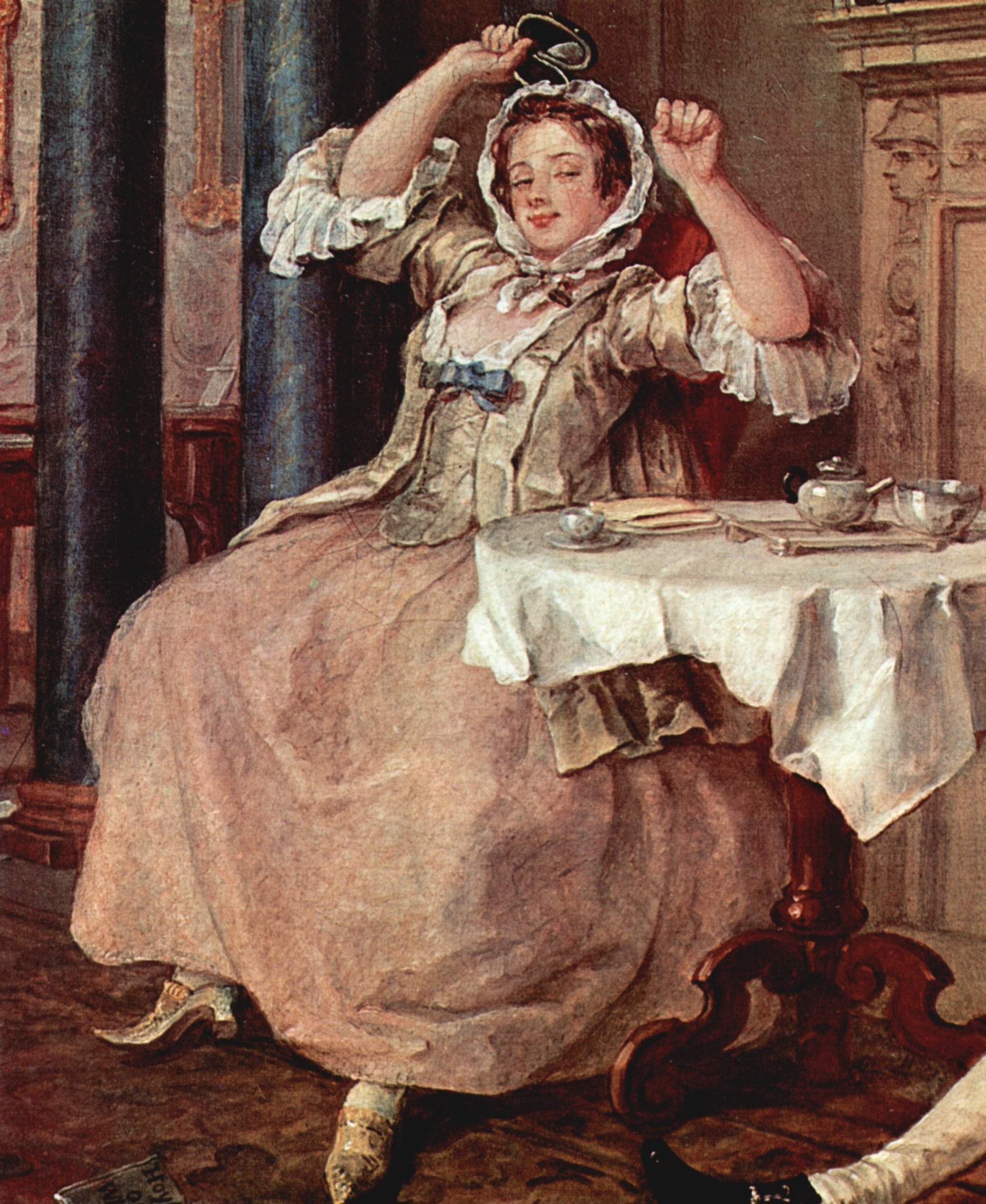
Uma jovem esposa usando um vestido aberto mostrando a saia inferior rosa. 1743.
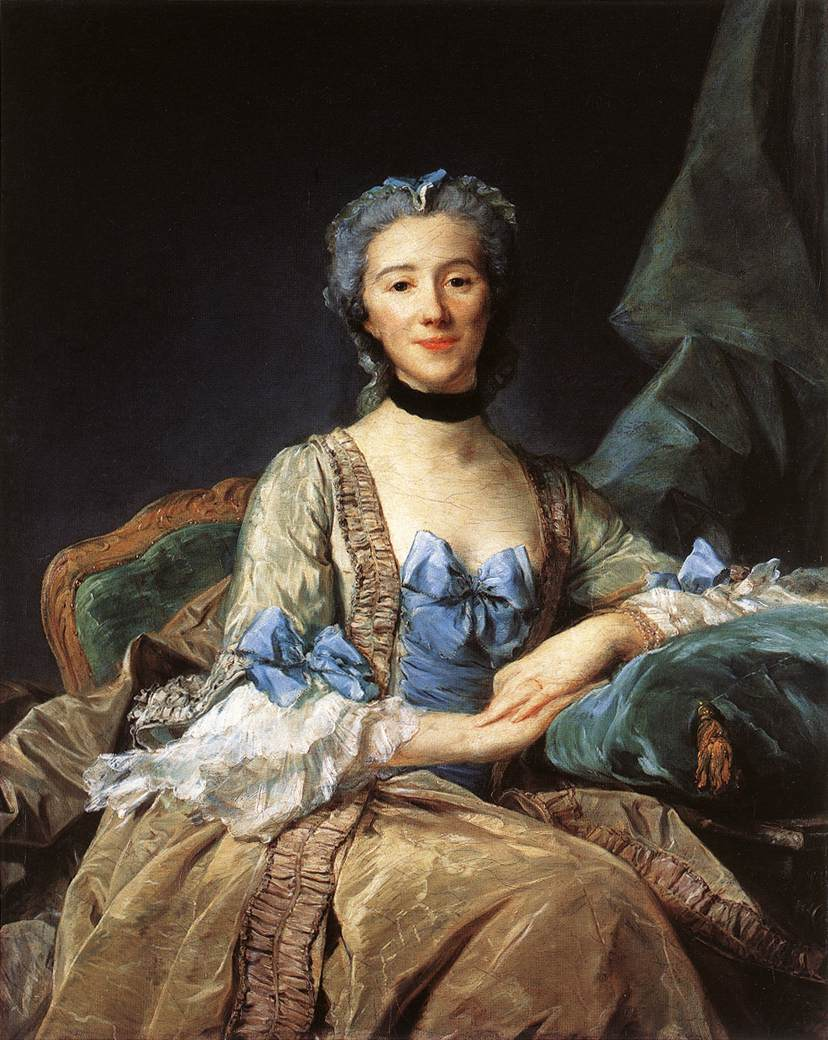
O vestido aberto de Madame de Sorquainville com saia da mesma cor e estomaqueira azul. 1749.
Madame Pompadour. França, c. 1750.

## Moda Masculina

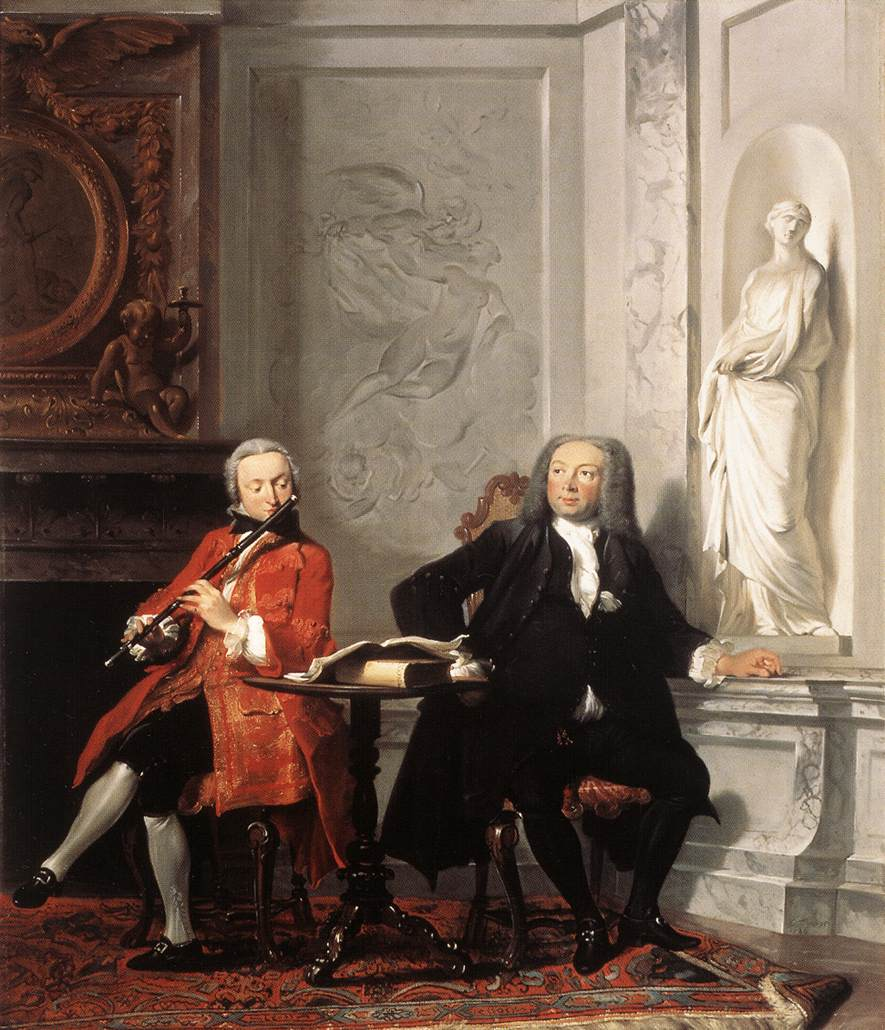
Jeronimus Tonneman e seu filho usam casacos sem gola com punhos profundos e coletes combinando, usados com calças, camisas com babados, meias de seda e sapatos com fivela. O jovem usa peruca e solitário, 1736.

### Ternos
O traje masculino, também conhecido como hábito "à la française", era composto por três partes: a véstia (colete) , um casaco e calções. A véstia era um colete usado por baixo do casaco, era também a peça mais decorativa, geralmente ricamente bordada ou com tecidos estampados. No início do século 18, as calças geralmente paravam no joelho, com meias brancas ou pretas e sapatos de salto alto, que geralmente tinham grandes fivelas quadradas. Os casacos eram usados mais justos no corpo e não eram tão parecidos com saias como na época barroca. Eles também foram usados mais abertos para mostrar os coletes elaborados. A parte de baixo do casaco permaneceu larga e era engomada para deixar o tecido mais duro e aberto para se espalhar sobre os quadris. As bordas da frente do casaco, que antes eram cortadas em linha reta, começaram a se curvar levemente para trás para revelar mais do colete. Os tecidos para homens eram principalmente sedas, veludos e brocados, com lãs usadas para a classe média e para trajes esportivos. 

#### Casaco
Quando o casaco começou a ser usado em 1600, foi cortado com pouca modelagem para a figura e pendurado frouxamente dos ombros até logo abaixo do joelho. Havia longas aberturas da cintura até à bainha nas laterais e no centro das costas, geralmente bordadas com botões e casas de botão. Durante as décadas de 1670 e 1680, o casaco tornou-se mais justo com uma leve modelagem na cintura para produzir uma linha mais longa, mais estreita e mais severa. As mangas eram mais compridas e apertadas, mas ainda com punhos. A linha fina e reta foi enfatizada por bolsos verticais baixos, mas no final da década de 1680, estes foram amplamente substituídos por bolsos horizontais que mais tarde receberam abas. 

#### Calças
As calças iam até à altura do joelho e eram presas na cintura por botões, visto que nessa época não era comum o uso de cintos. A barra da calça podia ser presa nos joelhos por uma faixa, com laços, botões ou uma fivela ou alça. Meias eram colocadas sobre os joelhos e cobriam a borda inferior das calças. 

### Calçado
No início do século 18, os sapatos masculinos continuavam a ter bico quadrado, mas os saltos já não eram tão altos. De 1720 a 1730, os saltos ficaram ainda menores e os sapatos ficaram mais confortáveis, não tendo mais o bico quadrado. Os sapatos da primeira metade do século muitas vezes continham uma fivela oval geralmente cravejada de brilhantes. 

### Acessórios

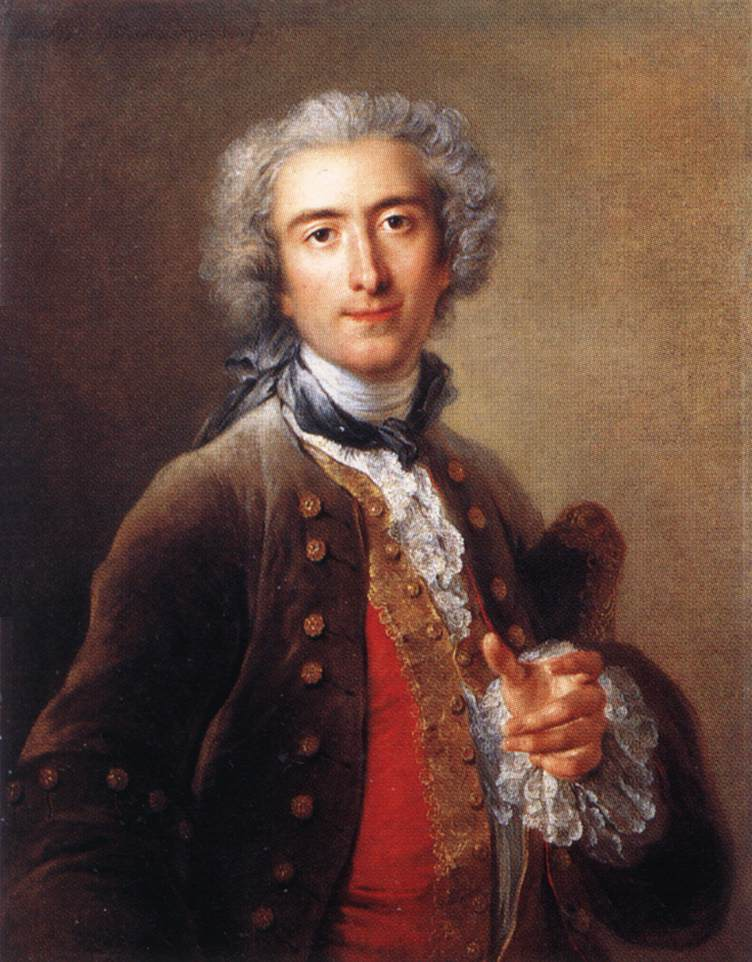
Philippe Coypel usando um colete vermelho enfeitado com renda dourada sob um casaco marrom liso. Sua camisa tem babados de renda. Ele usa uma peruca de saco com um solitário, 1732.

Os homens da classe alta muitas vezes usavam uma bengala como acessórios, suspendendo-a por um laço de um dos botões do colete para permitir que suas mãos segurassem adequadamente caixas de rapé ou lenços. A bengala era, portanto, menos funcional e usada mais por uma questão de moda.

### Penteados e chapéus
Perucas em uma variedade de estilos foram usadas para diferentes ocasiões e por diferentes faixas etárias.
A grande peruca alta repartida da década de 1690 permaneceu popular de 1700 até cerca de 1720. Durante esse período, várias cores foram usadas, mas o branco estava se tornando mais popular e os cachos estavam ficando mais apertados. O estilo cadogan de cabelo masculino desenvolveu-se e tornou-se popular durante este período, com rolos horizontais de cabelo sobre as orelhas. Mais tarde, perucas ou cabelos naturais eram usados longos, escovados para trás da testa e presos ou amarrados na nuca com uma fita preta. Por volta de 1720, tornou-se popular a chamada peruca de saco, na qual o rabo de cavalo da peruca ficava dentro de um saquinho de pano preto. Uma fita preta era usada para amarrar o saco de pano e as pontas dessa fita eram trazidas para a frente e amarradas no pescoço formando um laço em um estilo chamado "solitário".

Chapéus de abas largas com abas dobradas em três lados chamados tricórnios foram usados ao longo dessa época. Eles eram um elemento essencial para o "dominó", um traje elegante para bailes de máscaras, que se tornou um modo de entretenimento cada vez mais popular. O estilo "dominó" consistia em uma máscara, uma capa longa e um chapéu tricorne, todos geralmente feitos em cores escuras. 

Galeria de Moda Masculina de 1700 a 1750
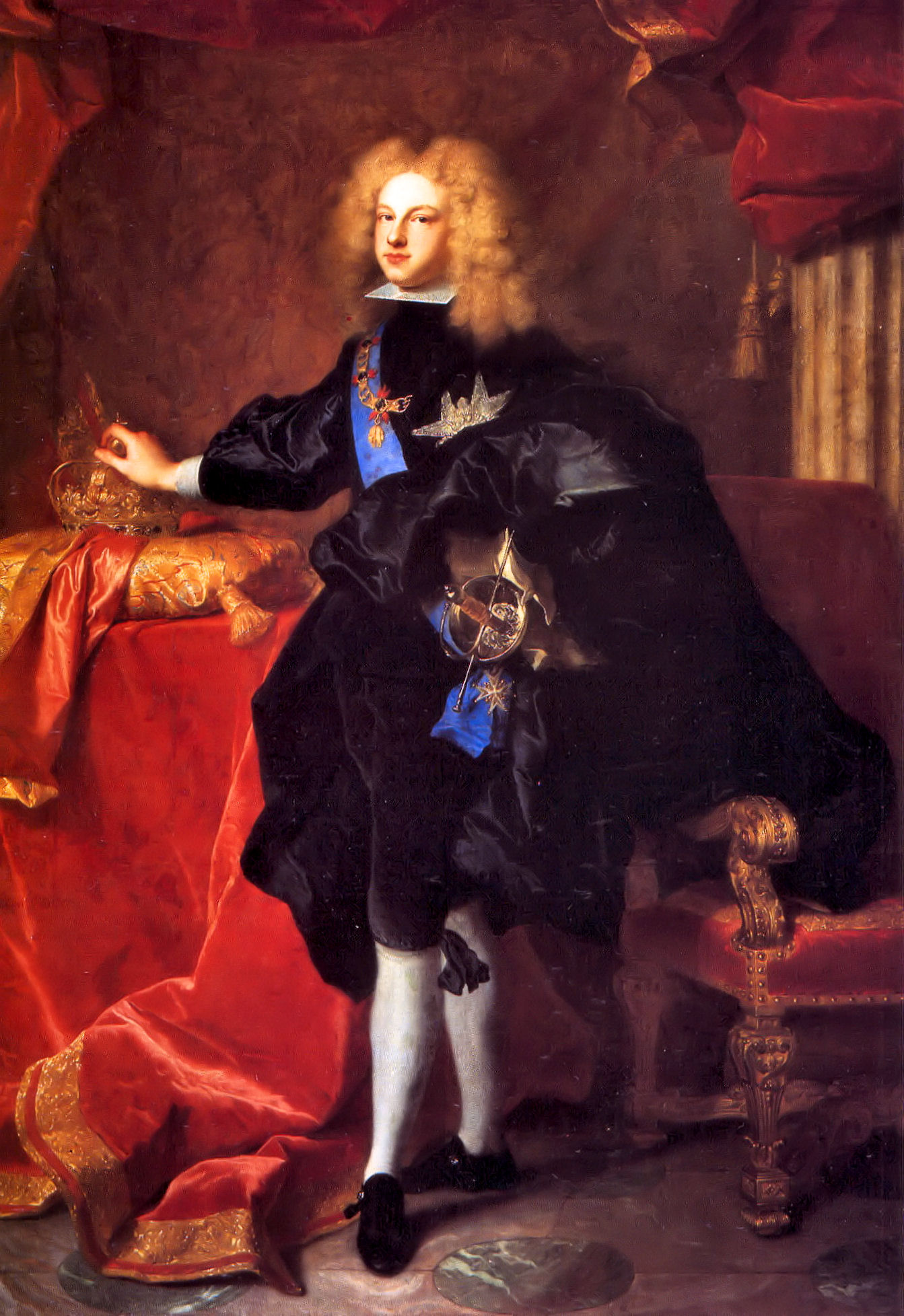
Filipe V da Espanha. 1701.
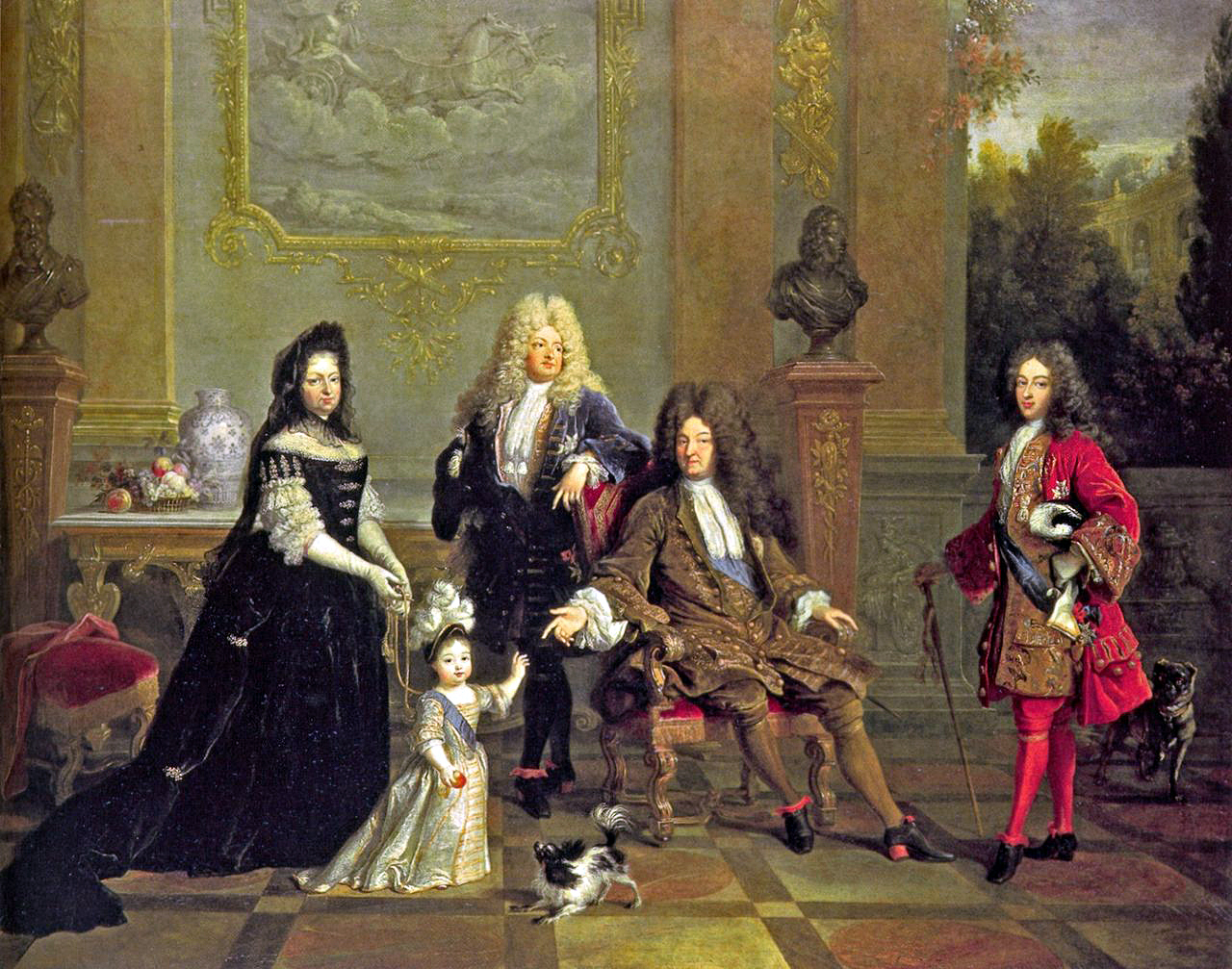
Família de Luís XIV da França. 1711
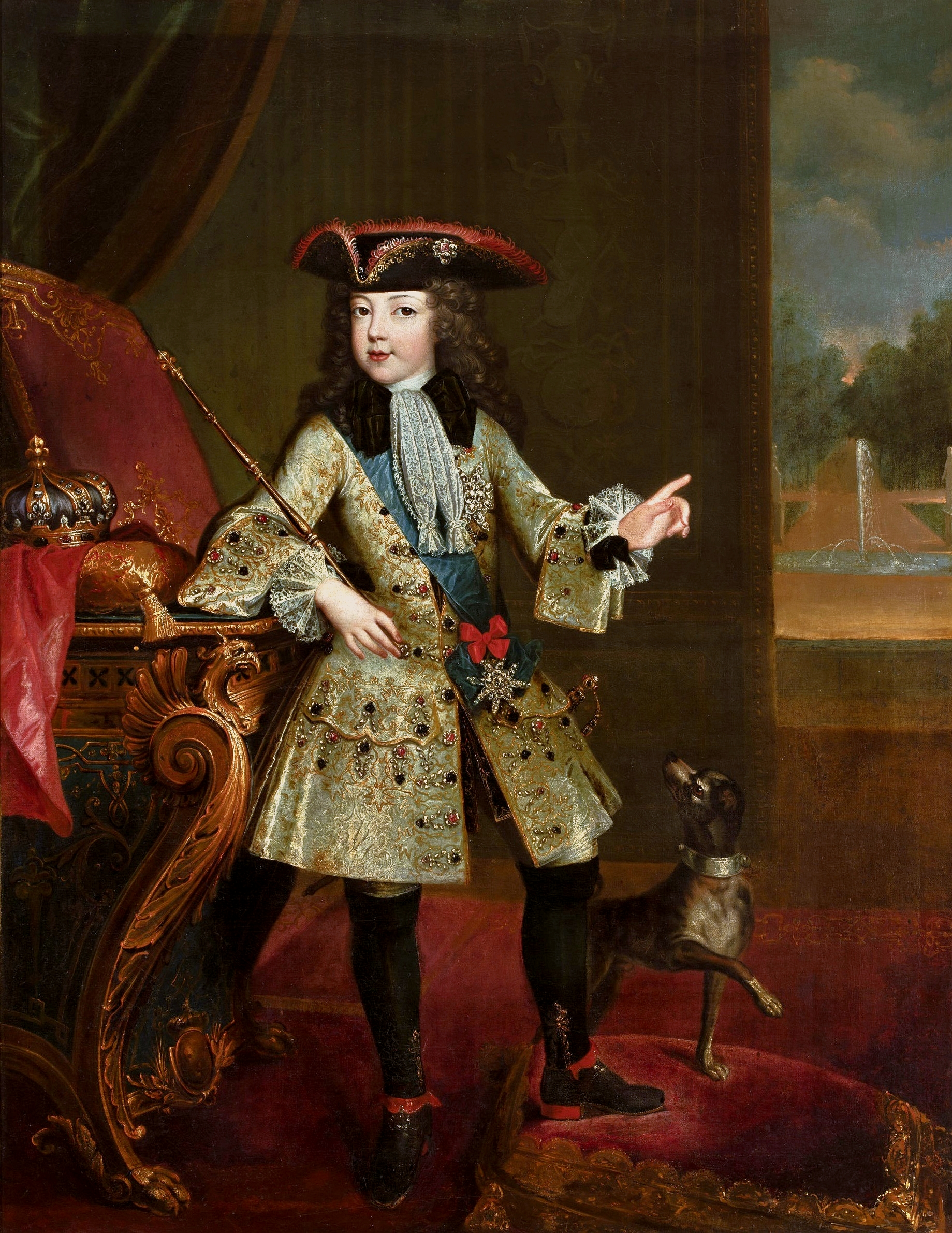
Luís XV da França. 1717
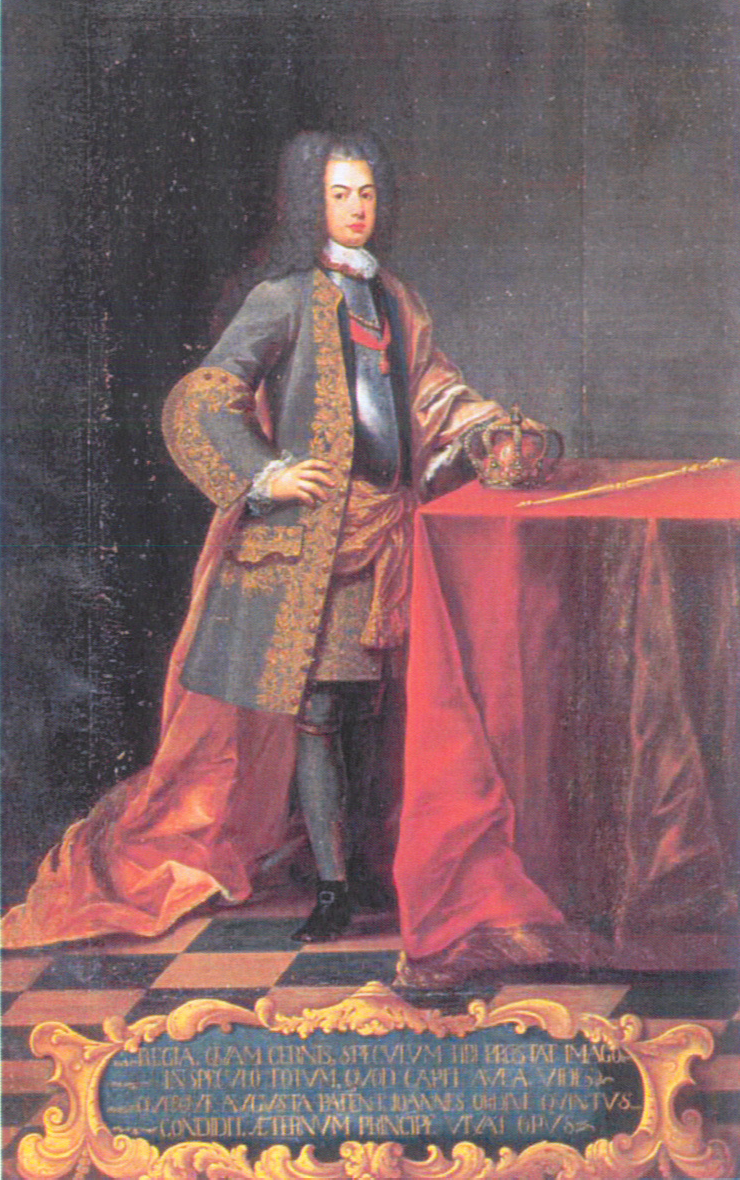
Rei D. João V de Portugal. 1725
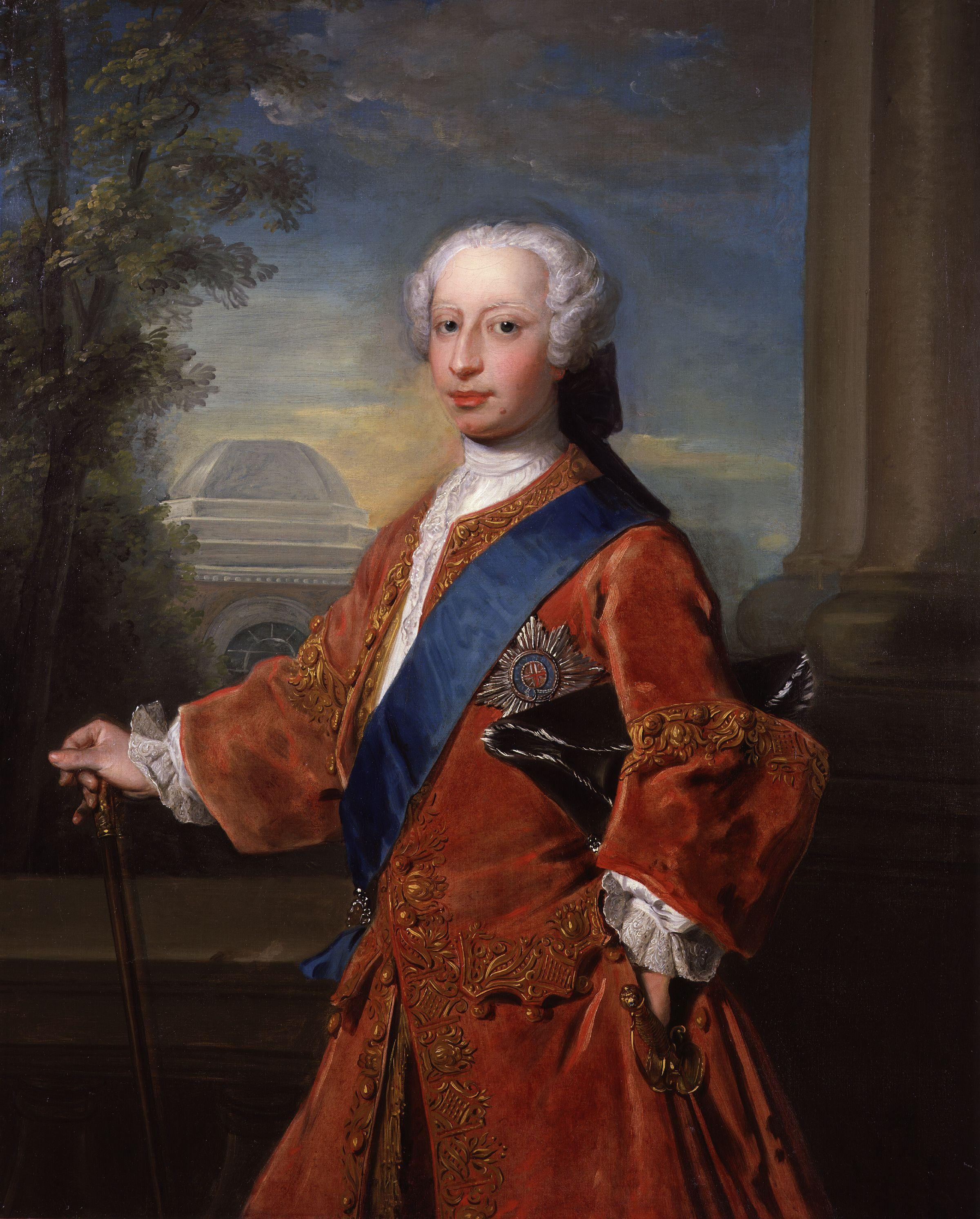
Frederico, Principe de Gales. Inglaterra, 1735.
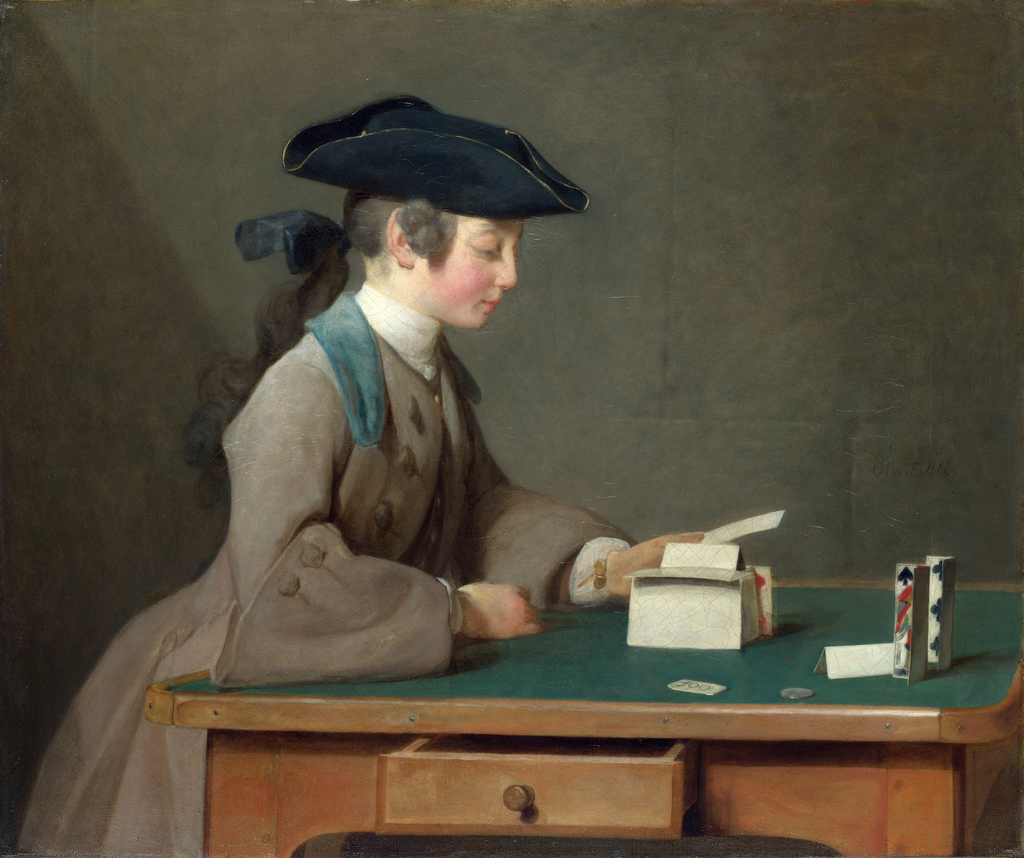
Jean-Baptiste-Siméon Chardin, "Castelo de cartas". França, 1736
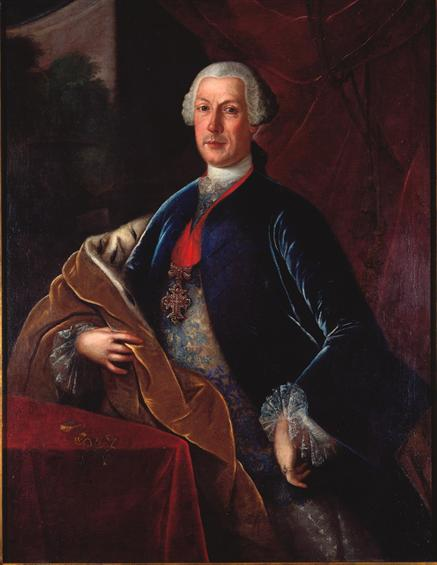
Príncipe D. António Francisco de Bragança. Portugal, 1740.
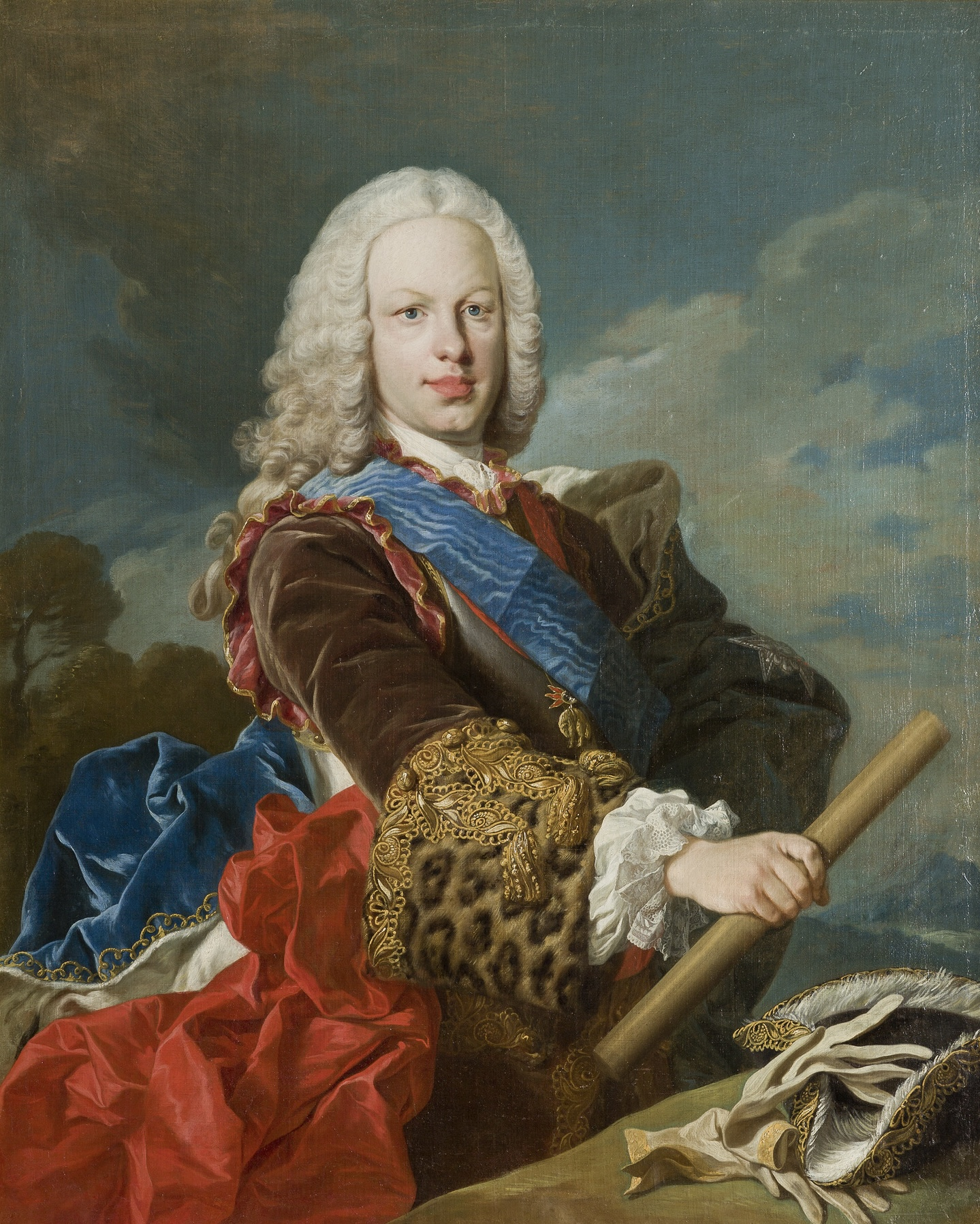
Rei Fernando VI da Espanha. c 1740.
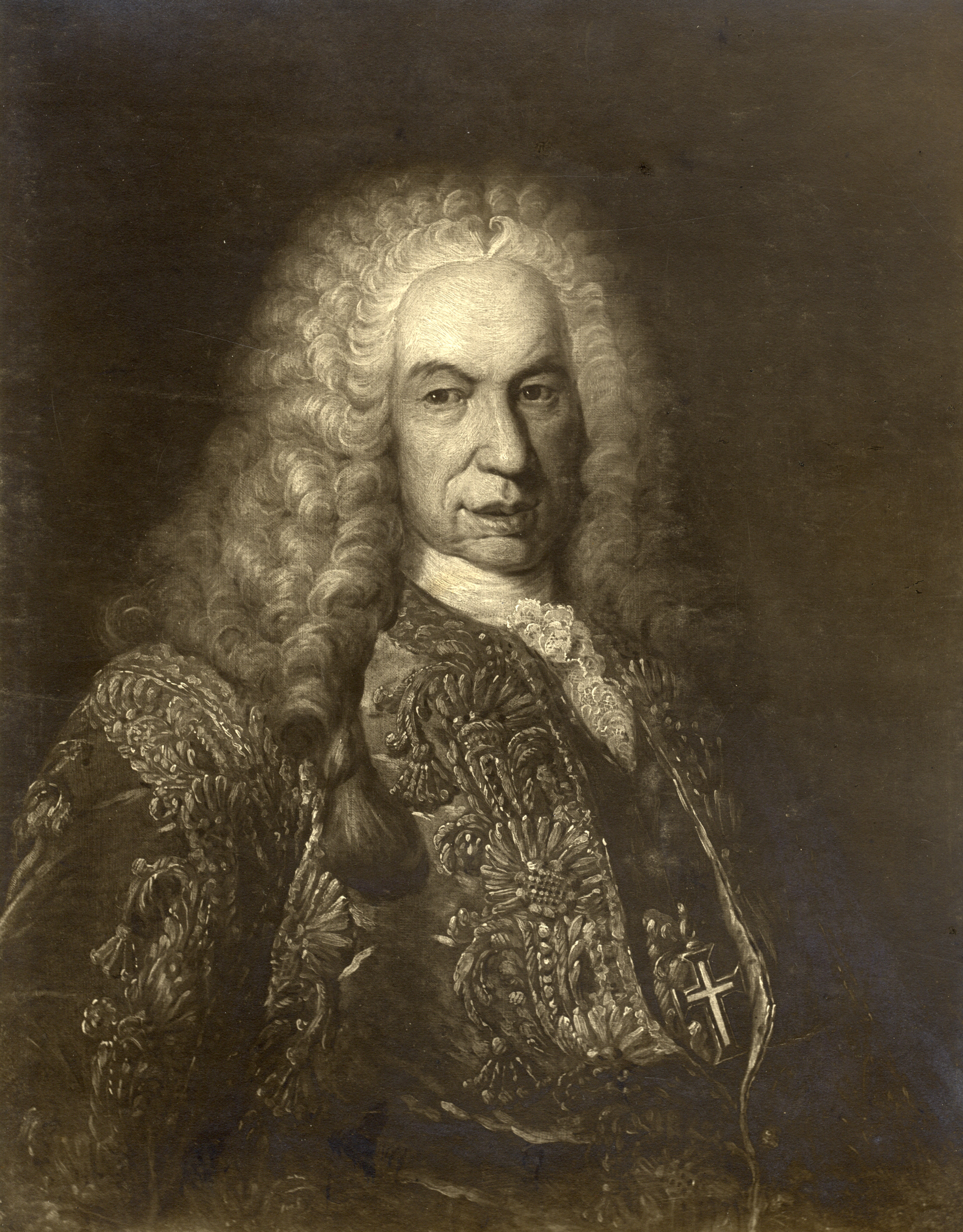
D. Luís da Cunha. Portugal, c 1740.
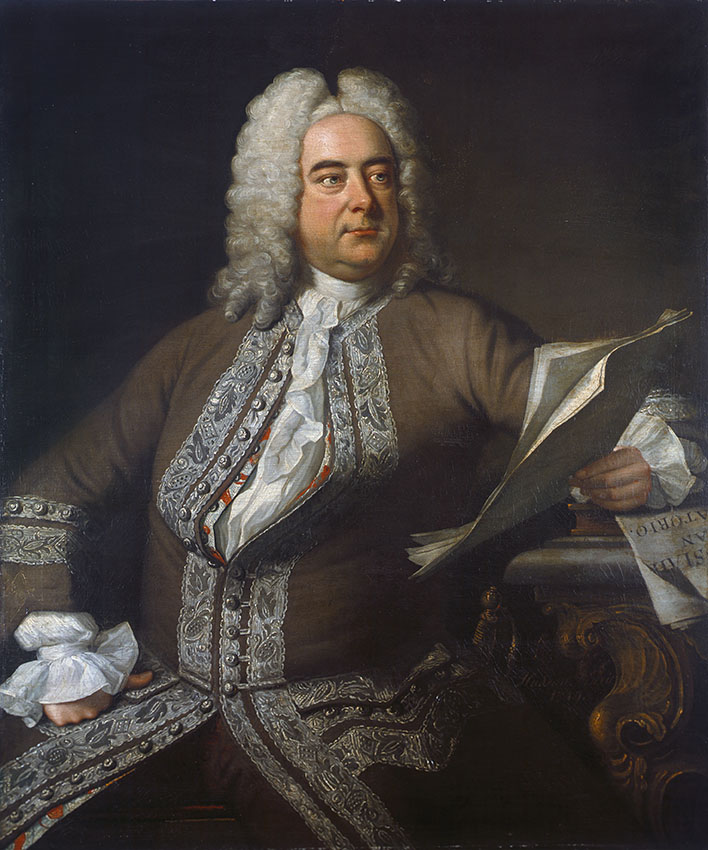
Friedrich Händel. Inglaterra 1741.
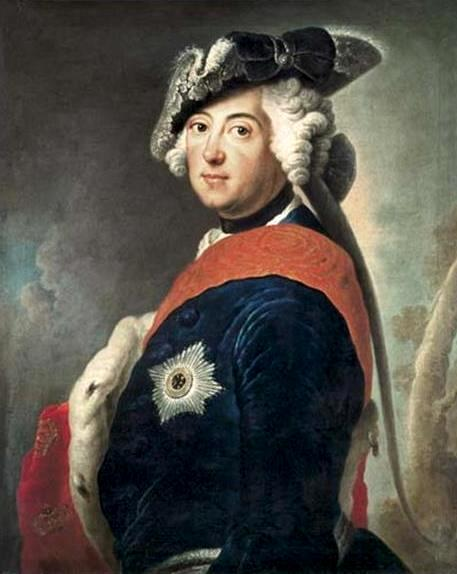
Frederico II da Prússia. 1745
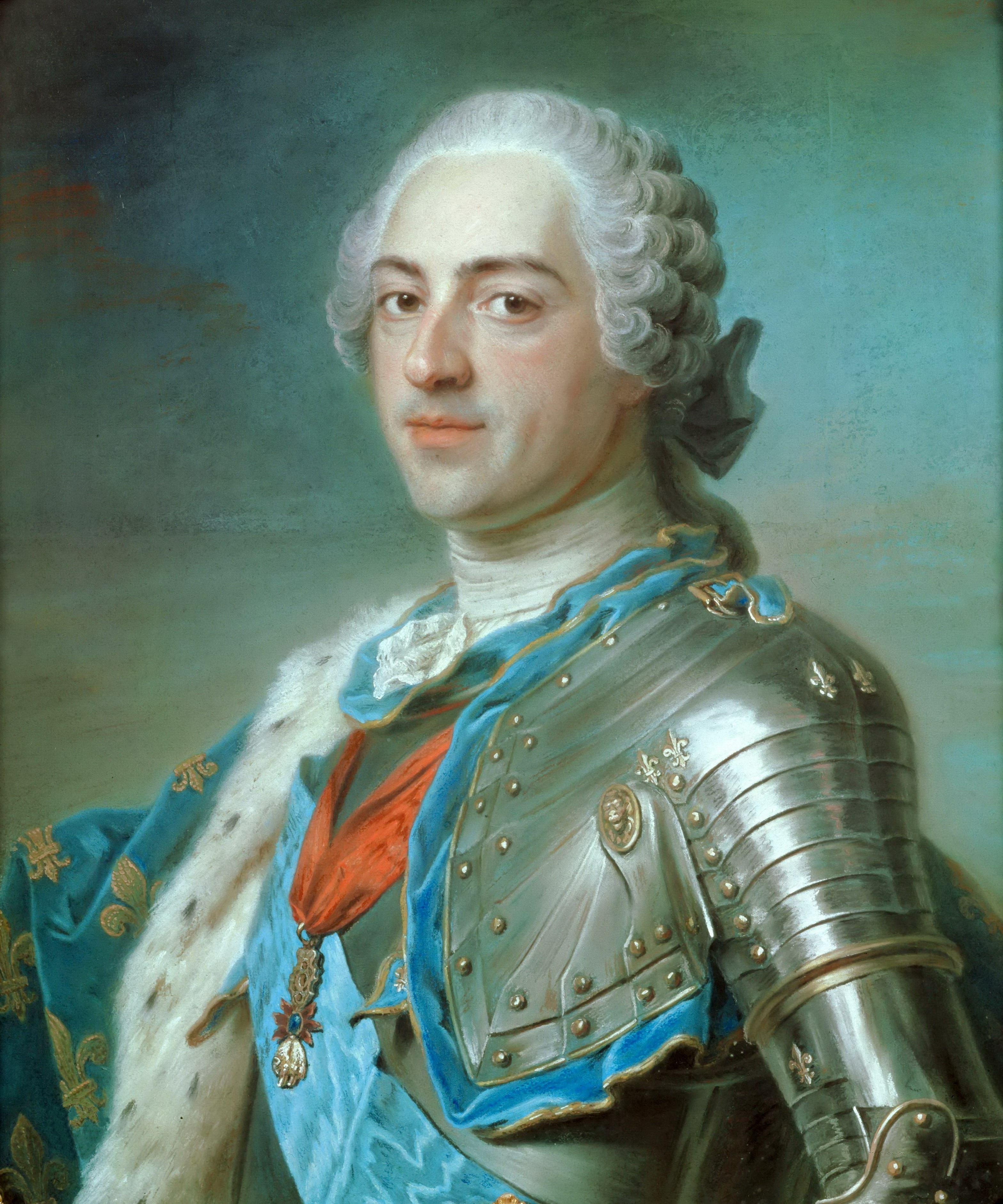
Luís XV da França. 1748

| História da moda | História da moda | História da moda |
| ---------------- | --- | ---------------- |
| Antiguidade      | Egípcio · Bíblico · Romano · Greco · Indiano · Chinês                                                                            |                  |
| Medieval         | Bizantino · Anglo-saxão · Inglês · Japonês · Coreano · Otomano · Europeu (Século XII · Século XIII · Século XIV · Século XV)     |                  |
| Anos 1500–1820   | Renascença · (1500–1550 · 1550–1600 · 1600–1650 · 1650-1700) · Iluminismo (1700–1750 · 1750–1795) · Diretório (1795–1820 · 1820) |                  |
| Anos 1830–1910   | Vitoriano (1830 · 1840 · 1850 · 1860 · 1870 · 1880 · 1890) · Eduardiano (1900 · 1910)                                            |                  |
| 1920-1990        | 1920 · 1930–1945 · Pós-Guerra e Guerra Fria (1945–1960 · 1960 · 1970 · 1980)                                                     |                  |
| 2000-presente    | 1990 · 2000 · 2010 · 2020 |                  |